# Pemberton, Western Australia
Pemberton är en ort i Australien. Den ligger i kommunen Manjimup och delstaten Western Australia, omkring 280 kilometer söder om delstatshuvudstaden Perth.
Trakten runt Pemberton är nära nog obefolkad, med mindre än två invånare per kvadratkilometer.. Pemberton är det största samhället i trakten.
I omgivningarna runt Pemberton växer i huvudsak städsegrön lövskog. Genomsnittlig årsnederbörd är 1 106 millimeter. Den regnigaste månaden är maj, med i genomsnitt 192 mm nederbörd, och den torraste är februari, med 13 mm nederbörd.